# 呂閣光
呂閣光，贵州兴义人，中国近代政治人物。
民国11年（1922年），擔任中华民国遵义府婺川縣縣長。后由岑炯昌接任。